# Edinburgh Encyclopædia
 (mai 2019).
Si vous disposez d'ouvrages ou d'articles de référence ou si vous connaissez des sites web de qualité traitant du thème abordé ici, merci de compléter l'article en donnant les références utiles à sa vérifiabilité et en les liant à la section « Notes et références ».
L'Edinburgh Encyclopædia est une encyclopédie en 18 volumes, imprimée et publiée par William Blackwood et éditée par David Brewster entre 1808 et 1830. En concurrence avec l'Encyclopædia Britannica publiée à Édimbourg, l' Edinburgh Encyclopædia est généralement considérée comme étant meilleure sur le plan scientifique[réf. nécessaire]. La plupart de ses articles ont été écrits par l'éditeur.
L’Edinburgh Encyclopædia' 'devait à l’origine comprendre 12 volumes, mais au moment de la publication du dernier volume, en 1830, elle comptait 18 volumes. Certains sujets, tels que la polarisation de la lumière et l’électromagnétisme, n’avaient même pas été entendus au début du projet, et pourtant l’Encyclopédie avait publié des articles à ce sujet. L'article sur l'électromagnétisme a même été rédigé par Hans Christian Ørsted, fondateur des études électromagnétiques modernes. Il contenait également des informations sur des événements contemporains tels que l'expédition de Christopher Hansteen en 1829 en Sibérie.
En 1815, William Elford Leach publie la première bibliographie d'entomologie dans l' Edinburgh Encyclopædia de Brewster (voir Chronologie de l'entomologie - 1800-1850).
Joseph Parker de Philadelphie et Whiting & Watson de New York imprimèrent les éditions américaines en 1832.